# 伊万·索洛多夫尼科夫
伊万·亚历山德罗维奇·索洛多夫尼科夫（羅馬化：Ivan Aleksandrovich Solodovnikov；1985年4月9日—）是俄罗斯政治人物，第八届国家杜马代表。
2013年1月至2014年7月，索洛多夫尼科夫担任Snabstroy LLC经济与金融副总经理。2019年12月至2021年9月，他担任MoszhilNIIproekt的董事。2021年，索洛德尼科夫还自愿担任库尔斯克州州长罗曼·斯塔罗沃伊特的顾问。自2021年9月起，他担任库尔斯克州选区第八届国家杜马代表。
2022年2月，索洛德尼科夫是投票反对承认顿涅茨克人民共和国和卢甘斯克人民共和国的16名议员之一。